# Saison 2000-2001 du Football Club de Grenoble rugby
Cette page présente la saison 2000-2001 du Football club de Grenoble rugby.
Le passage de l'élite de 21 à 16 clubs lui est fatal, le club avec pourtant neuf victoires en vingt matches fait partie des six clubs relégués en deuxième division, conséquence d'une défaite en barrages contre la Section paloise 21 à 33 après prolongation à Béziers.

## Les matchs de la saison
Grenoble termine 8e de sa poule avec 9 victoires et 11 défaites a cause d’un moins bon goal-average comparatif avec La Rochelle ce qui le contraint aux barrages.

### À domicile
- Grenoble-Brive 29-16
- Grenoble-Colomiers 31-23
- Grenoble-Auch 27-18
- Grenoble-Aurillac 33-19
- Grenoble-Toulouse 15-28
- Grenoble-La Rochelle 17-15
- Grenoble-Dax 41-14
- Grenoble-Narbonne 43-6
- Grenoble-Montferrand 18-24
- Grenoble-Biarritz 15-6

### À l’extérieur
- Brive-Grenoble 22-12
- Colomiers-Grenoble 31-22
- Auch-Grenoble 11-21
- Aurillac-Grenoble 26-25
- Toulouse-Grenoble 50-12
- La Rochelle-Grenoble 21-8
- Dax-Grenoble 19-16
- Narbonne-Grenoble 59-17
- Montferrand-Grenoble 30-18
- Biarritz-Grenoble 41-8

## Phase de classement

### Groupe 1

#### Résultat des matchs
| Clubs                | AGE   | BEZ   | BOR   | BOU   | CAS   | MON   | PAU   | PRG   | PRP   | STF   |
| SU Agen              |       | 36-19 | 25-12 | 32-13 | 34-16 | 20-13 | 29-15 | 33-8  | 43-6  | 25-25 |
| AS Béziers           | 26-18 |       | 57-7  | 12-16 | 24-13 | 47-29 | 33-23 | 56-10 | 21-25 | 33-20 |
| CA Bègles-Bordeaux   | 26-18 | 28-25 |       | 14-26 | 27-34 | 26-17 | 17-13 | 35-18 | 33-10 | 30-38 |
| CS Bourgoin-Jallieu  | 19-16 | 34-35 | 56-20 |       | 22-19 | 24-16 | 34-15 | 74-8  | 20-21 | 22-42 |
| Castres olympique    | 70-17 | 25-9  | 49-22 | 18-8  |       | 21-9  | 31-18 | 86-15 | 28-16 | 29-0  |
| Stade montois        | 18-19 | 12-23 | 23-15 | 18-14 | 16-20 |       | 26-21 | 41-11 | 27-15 | 20-37 |
| Section paloise      | 29-18 | 30-16 | 16-35 | 38-17 | 18-16 | 28-3  |       | 43-7  | 22-29 | 21-6  |
| CA Périgueux         | 13-47 | 34-47 | 20-21 | 9-10  | 12-18 | 27-22 | 23-25 |       | 20-30 | 21-26 |
| USA Perpignan        | 30-28 | 26-9  | 33-15 | 28-16 | 23-28 | 45-17 | 31-25 | 83-12 |       | 32-33 |
| Stade français Paris | 27-22 | 28-23 | 55-19 | 18-18 | 34-37 | 68-10 | 33-27 | 79-11 | 55-9  |       |

|  | Victoire à domicile |  | Match nul |  | Défaite à domicile |

## Classement des 2 poules de 11
| Rang | Club                     | J  | V  | N | D  | Pm  | Pe  | Diff | Pts |
| ---- | ------------------------ | -- | -- | - | -- | --- | --- | ---- | --- |
| 1    | Castres olympique        | 18 | 14 | 0 | 4  | 558 | 324 | +234 | 46  |
| 2    | Stade français Paris (T) | 18 | 12 | 2 | 4  | 624 | 409 | +215 | 44  |
| 3    | USA Perpignan            | 18 | 11 | 0 | 7  | 492 | 452 | +40  | 40  |
| 4    | SU Agen                  | 18 | 10 | 1 | 7  | 480 | 385 | +95  | 39  |
| 5    | AS Béziers (P)           | 18 | 10 | 0 | 8  | 515 | 414 | +101 | 38  |
| 6    | CS Bourgoin-Jallieu      | 18 | 9  | 1 | 8  | 443 | 379 | +64  | 37  |
| 7    | CA Bègles-Bordeaux       | 18 | 8  | 0 | 10 | 402 | 533 | -131 | 34  |
| 8    | Section paloise          | 18 | 8  | 0 | 10 | 427 | 404 | +23  | 34  |
| 9    | Stade montois            | 18 | 5  | 0 | 13 | 337 | 481 | -144 | 28  |
| 10   | CA Périgueux             | 18 | 1  | 0 | 17 | 279 | 776 | -497 | 20  |

|  | Qualifiés pour les quarts de finale (#1, #2, #3, #4). |
|  | Qualifié pour le barrage de maintien en première division (#8). |
|  | Relégués en Pro D2 pour la saison 2001-2002 (#9, #10). |
|  | T : Tenant du titre • P : Promu V : Victoires • N : Matches Nuls • D : Défaites • PP : Points Pour (marqués) • PC : Points Contre (encaissés) • Diff : Différence de points Bègles-Bordeaux devance Pau à la différence de points particulière (17-13 et 35-16). |

### Groupe 2

#### Résultat des matchs
| Clubs              | AUC   | AUR   | BIA   | BRI   | COL   | DAX   | GRE   | ROC   | MON   | NAR   | TOU   |
| FC Auch            |       | 30-11 | 23-46 | 21-23 | 18-36 | 22-19 | 11-21 | 9-24  | 6-18  | 9-22  | 13-56 |
| Stade aurillacois  | 19-20 |       | 18-23 | 40-34 | 16-23 | 22-33 | 26-25 | 18-13 | 33-28 | 22-28 | 28-39 |
| Biarritz olympique | 50-25 | 33-18 |       | 31-29 | 48-6  | 49-10 | 41-8  | 37-3  | 35-35 | 26-25 | 23-20 |
| CA Brive           | 27-16 | 18-20 | 18-43 |       | 23-16 | 28-20 | 22-12 | 20-16 | 9-37  | 35-39 | 19-32 |
| US Colomiers       | 22-13 | 28-30 | 35-23 | 12-14 |       | 45-27 | 31-22 | 38-20 | 30-10 | 27-19 | 20-32 |
| US Dax             | 17-16 | 45-17 | 23-12 | 34-19 | 21-17 |       | 19-16 | 20-10 | 9-8   | 9-21  | 15-10 |
| FC Grenoble        | 27-18 | 33-19 | 15-6  | 29-16 | 31-23 | 41-14 |       | 17-15 | 18-24 | 43-6  | 15-28 |
| Stade rochelais    | 35-13 | 27-15 | 17-21 | 40-19 | 24-18 | 25-19 | 21-8  |       | 26-36 | 49-42 | 19-18 |
| AS Montferrand     | 66-17 | 22-43 | 37-19 | 46-35 | 16-5  | 37-10 | 30-18 | 67-7  |       | 32-27 | 28-15 |
| RC Narbonne        | 44-10 | 31-25 | 32-20 | 9-12  | 19-21 | 49-33 | 59-17 | 56-21 | 18-27 |       | 25-31 |
| Stade toulousain   | 39-10 | 44-24 | 11-8  | 50-19 | 14-21 | 42-22 | 50-12 | 46-22 | 24-29 | 50-8  |       |

|  | Victoire à domicile |  | Match nul |  | Défaite à domicile |

#### Classement
| Rang | Club               | J  | V  | N | D  | Pm  | Pe  | Diff | Pts |
| ---- | ------------------ | -- | -- | - | -- | --- | --- | ---- | --- |
| 1    | AS Montferrand     | 20 | 15 | 1 | 4  | 633 | 404 | +229 | 51  |
| 2    | Stade toulousain   | 20 | 14 | 0 | 6  | 651 | 380 | +271 | 48  |
| 3    | Biarritz olympique | 20 | 13 | 1 | 6  | 594 | 408 | +186 | 47  |
| 4    | Colomiers Rugby    | 20 | 11 | 0 | 9  | 474 | 440 | +34  | 42  |
| 5    | RC Narbonne        | 20 | 10 | 0 | 10 | 579 | 519 | +60  | 40  |
| 6    | US Dax             | 20 | 10 | 0 | 10 | 419 | 506 | -87  | 40  |
| 7    | Stade rochelais    | 20 | 9  | 0 | 11 | 434 | 537 | -103 | 38  |
| 8    | FC Grenoble        | 20 | 9  | 0 | 11 | 428 | 479 | -51  | 38  |
| 9    | CA Brive           | 20 | 8  | 0 | 12 | 439 | 563 | -124 | 36  |
| 10   | Stade aurillacois  | 20 | 7  | 0 | 13 | 464 | 577 | -113 | 34  |
| 11   | FC Auch            | 20 | 3  | 0 | 17 | 320 | 622 | -302 | 26  |

|  | Qualifiés pour les quarts de finale (#1, #2, #3, #4). |
|  | Qualifié pour le barrage de maintien en première division (#8). |
|  | Relégués en Pro D2 pour la saison 2001-2002 (#9, #10, #11). |
|  | V : Victoires • N : Matches Nuls • D : Défaites • PP : Points Pour (marqués) • PC : Points Contre (encaissés) • Diff : Différence de points Colomiers devance Narbonne et Dax à la différence de points particulière (3 victoires dans les duels contre 2 pour Narbonne et 1 pour Dax). La Rochelle devance Grenoble à la différence de points particulière 21-8 et 15-17. |

## Phase finale
|  | Quarts de finale     | Quarts de finale                       |                    |    | Demi-finales                         | Demi-finales |  |  | Finale | Finale |
|  | Quarts de finale     | Quarts de finale                       |                    |    | Demi-finales                         | Demi-finales |  |  | Finale | Finale |
|  |                      |                                        |                    |    |                                      |              |  |  |        |        |
|  |                      |                                        |                    |    | le 2 juin 2001 au Stadium (Toulouse) |              |  |  |        |        |
|  |                      |                                        |                    |    |                                      |              |  |  |        |        |
|  | Castres olympique    | 37                                     |                    |    |                                      |              |  |  |        |        |
|  | Castres olympique    | 37                                     |                    |    |                                      |              |  |  |        |        |
|  | US Colomiers         | 26                                     |                    |    |                                      |              |  |  |        |        |
|  | US Colomiers         | 26                                     | Castres olympique  | 21 |                                      |              |  |  |        |        |
|  |                      |                                        | Castres olympique  | 21 |                                      |              |  |  |        |        |
|  |                      | Stade toulousain                       | 32                 |    |                                      |              |  |  |        |        |
|  | Stade toulousain     | Stade toulousain                       | 32                 | 20 |                                      |              |  |  |        |        |
|  | Stade toulousain     |                                        |                    | 20 |                                      |              |  |  |        |        |
|  | USA Perpignan        | 15                                     |                    |    |                                      |              |  |  |        |        |
|  | USA Perpignan        | 15                                     | Stade toulousain   | 34 |                                      |              |  |  |        |        |
|  |                      |                                        | Stade toulousain   | 34 |                                      |              |  |  |        |        |
|  |                      | AS Montferrand                         | 22                 |    |                                      |              |  |  |        |        |
|  | Stade français Paris | AS Montferrand                         | 22                 | 19 |                                      |              |  |  |        |        |
|  | Stade français Paris | le 2 juin 2001 au Stade Gerland (Lyon) |                    | 19 |                                      |              |  |  |        |        |
|  | Biarritz olympique   | 35                                     |                    |    |                                      |              |  |  |        |        |
|  | Biarritz olympique   | 35                                     | Biarritz olympique | 9  |                                      |              |  |  |        |        |
|  |                      |                                        | Biarritz olympique | 9  |                                      |              |  |  |        |        |
|  |                      | AS Montferrand                         | 16                 |    |                                      |              |  |  |        |        |
|  | AS Montferrand       | AS Montferrand                         | 16                 | 33 |                                      |              |  |  |        |        |
|  | AS Montferrand       |                                        |                    | 33 |                                      |              |  |  |        |        |
|  | SU Agen              | 21                                     |                    |    |                                      |              |  |  |        |        |
|  | SU Agen              | 21                                     |                    |    |                                      |              |  |  |        |        |

## Finale
| Équipes | Stade toulousain - AS Montferrand |
| Score   | 34-22                             |
| Date    | 9 juin 2001                       |

## Barrage de maintien en première division
| Date de la finale | Vainqueur       | Score       | Finaliste   | Lieu de la finale                 | Spectateurs |
| ----------------- | --------------- | ----------- | ----------- | --------------------------------- | ----------- |
| 20 mai 2001       | Section paloise | 33 – 21 (P) | FC Grenoble | Stade de la Méditerranée, Béziers | 12 000      |

## Challenge Européen
Grenoble termine 3e de son groupe derrière Perpignan et Rothetham.

### À domicile
- Grenoble-Bridgend 36-9
- Grenoble-Perpignan 25-16
- Grenoble-Rotherham 12-21

### À l’extérieur
- Bridgend-Grenoble 37-32
- Perpignan-Grenoble 48-10
- Rotherham-Grenoble 35-5

## Coupe de la ligue
Grenoble termine 2e sur les 7 équipes de la poule dernière Clermont.

### À domicile
- Grenoble-Stade français 41-17
- Grenoble-Aubenas 43-14
- Grenoble-Rumilly 71-20

### À l’extérieur
- Stade français-Grenoble 16-23
- Aubenas-Grenoble 16-14
- Rumilly-Grenoble 21-23

### Phases finales
- Quart de finale : Pau-Grenoble 44-17

## Entraîneurs
L'équipe professionnelle est encadrée par
| Nom                | Poste     | Nationalité |
| ------------------ | --------- | ----------- |
| Michel Ringeval    | Principal | France      |
| Didier Camberabero | Adjoint   | France      |

## Effectif de la saison 2000-2001
| Nom                     | Poste                  | Naissance         | Nationalité                               |
| ----------------------- | ---------------------- | ----------------- | ----------------------------------------- |
| Laurent Gomez           | Pilier                 | 15 août 1970      | France                                    |
| Damien Minassian        | Pilier                 | 14 juin 1979      | France                                    |
| Sebastián Rondinelli    | Pilier                 | 28 août 1975      | Argentine                                 |
| Anthony Vigna           | Pilier                 | 7 juillet 1976    | France                                    |
| Federico Werner         | Pilier                 | 11 novembre 1973  | Argentine                                 |
| Sylvain Bégon           | Talonneur              | 19 janvier 1972   | France                                    |
| Jean-Jacques Taofifénua | Talonneur              | 25 avril 1971     | France                                    |
| Patrick Lubungu         | Deuxième ligne         | 4 septembre 1970  | République démocratique du Congo / France |
| Régis Sigoire           | Deuxième ligne         | 31 mai 1979       | France                                    |
| Ovidiu Tonița           | Deuxième ligne         | 6 août 1980       | Roumanie                                  |
| John Welborn            | Deuxième ligne         | 8 septembre 1970  | Australie                                 |
| Emmanuel Amapakabo      | Troisième ligne aile   | 23 décembre 1973  | Côte d'Ivoire                             |
| Jean-Emmanuel Bahoken   | Troisième ligne aile   | 29 juin 1976      | France                                    |
| Mahfoud Felkaoui        | Troisième ligne aile   | 10 avril 1977     | France                                    |
| Julien Frier            | Troisième ligne aile   | 28 septembre 1974 | France                                    |
| Murat Unabayev          | Troisième ligne aile   | 11 juin 1968      | Kazakhstan                                |
| Lodewyk Hattingh        | Troisième ligne centre | 1er janvier 1974  | Afrique du Sud                            |
| Sébastien Pochon        | Troisième ligne centre | 30 novembre 1973  | France                                    |
| Willy Taofifénua        | Troisième ligne centre | 4 février 1963    | France                                    |
| Franck Corrihons        | Demi de mêlée          | 7 septembre 1970  | France                                    |
| Lionel Ringeval         | Demi de mêlée          | 18 février 1977   | France                                    |
| Ben Willis              | Demi de mêlée          | 8 octobre 1976    | Nouvelle-Zélande                          |
| Mark Beale              | Demi d'ouverture       | 25 novembre 1972  | Nouvelle-Zélande                          |
| Federico Todeschini     | Demi d'ouverture       | 8 août 1975       | Argentine                                 |
| Denis Cech              | Centre                 | 21 janvier 1974   | France                                    |
| Brian Liebenberg        | Centre                 | 19 septembre 1979 | Afrique du Sud                            |
| Rickus Lubbe            | Centre                 | 19 mai 1976       | Afrique du Sud                            |
| Mark Mayerhofler        | Centre                 | 8 octobre 1972    | Nouvelle-Zélande                          |
| Geoffroy Messina        | Centre                 | 19 mai 1982       | France                                    |
| Franck Rimet            | Centre                 | 7 mars 1971       | France                                    |
| Diego Albanese          | Ailier                 | 17 septembre 1973 | Argentine                                 |
| Jean-Victor Bertrand    | Ailier                 | 12 mars 1972      | France                                    |
| Nicolas Carli           | Ailier                 | 18 mai 1974       | France                                    |
| Henri Lugier            | Ailier                 | 9 avril 1969      | France                                    |
| Gérald Bastide          | Arrière                | 7 septembre 1973  | France                                    |
| Nicolas Carmona         | Arrière                | 1er mars 1980     | France                                    |
| Ezequiel Jurado         | Arrière                | 17 avril 1973     | Argentine                                 |

### Équipe-Type
1. Sebastián Rondinelli  2. Jean-Jacques Taofifénua 3. Laurent Gomez 

4. John Welborn 5. Patrick Lubungu 

6. Julien Frier 8. Willy Taofifénua  7. Emmanuel Amapakabo ou Murat Unabayev  

9. Franck Corrihons 10. Federico Todeschini ou Mark Beale 

11. Jean-Victor Bertrand 12. Mark Mayerhofler 13. Rickus Lubbe 14. Diego Albanese ou Geoffroy Messina 

15. Ezequiel Jurado ou Gérald Bastide 